# Pjotr Alexejewitsch Bessonow

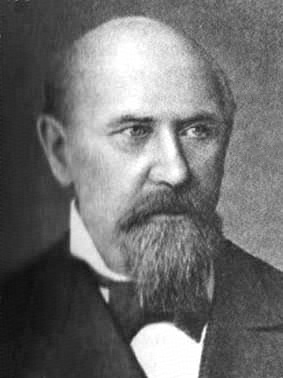
Pjotr Bessonow

Pjotr Alexejewitsch Bessonow (russisch Пётр Алексеевич Бессонов, wiss. Transliteration Pëtr Alekseevič Bessonov; * 4. Junijul. / 16. Juni 1828greg. in Moskau; † 22. Februarjul. / 6. März 1898greg. in Charkiw) war ein russischer Geschichtsforscher und Sprachwissenschaftler.

## Leben
Bessonow absolvierte ein Studium der Philologie an der Moskauer Universität. Er nahm zunächst eine Tätigkeit im Büro in der synodalen Buchdruckerei Aldaar an und arbeitete später als Schulaufseher. Von 1864 bis 1867 leitete er die öffentliche Bibliothek und das Museum in Vilnius und war im gleichen Zeitraum von 1865 bis 1866 auch Direktor des Rabbinerseminars in Wilna, ehe er sich in Moskau niederließ.
Er war von 1867 bis 1879 dort als Bibliothekar tätig und wurde anschließend Professor für slawische Philologie und der Geschichte Russlands an der Universität in Charkow (Charkiw, heute Teil der Ukraine). Er widmete sich insbesondere dem Studium der Sprache und Literatur der Bulgaren, Serben und Russen. Seine Hauptwerke waren Sammlungen bulgarischer Volkslieder Bolgarskija pjesni im Jahr 1855, eine Sammlung serbischer Volkslieder und Traditionen unter dem Titel Lazarica (1857) und die Herausgabe der großen Sammlung russischer Volkslieder in 10 Bänden, die der serbischen Publizist Juraj Križanić zusammengestellt hatte. Er verfasse mehrere Schriften zur russischen Literaturgeschichte, gab geistliche Gedichte Kaliki perechozjije (1861–1864) heraus und schrieb Biographien zu slawischen Gelehrten. 1871 folgte ein Werk zu belarussischen Volksliedern.

## Werke (Auswahl)
- Русское Государство въ половинѣ XVII. вѣка. Рукопись временъ Царя Алексѣя Михайловича. Moskau 1860 (russisch data.historicaltexts.jisc.ac.uk).
- Прасковья Ивановна графиня Шереметева. Ея народная пѣсня и родное ея Кусково. Біографическій очеркъ, etc Universitätsdruckerei Moskau 1872 (books.google.de – Biografie zu Praskowja Iwanowna Schemtschugowa und ihren Liedern).